# Popeyes Louisiana Kitchen

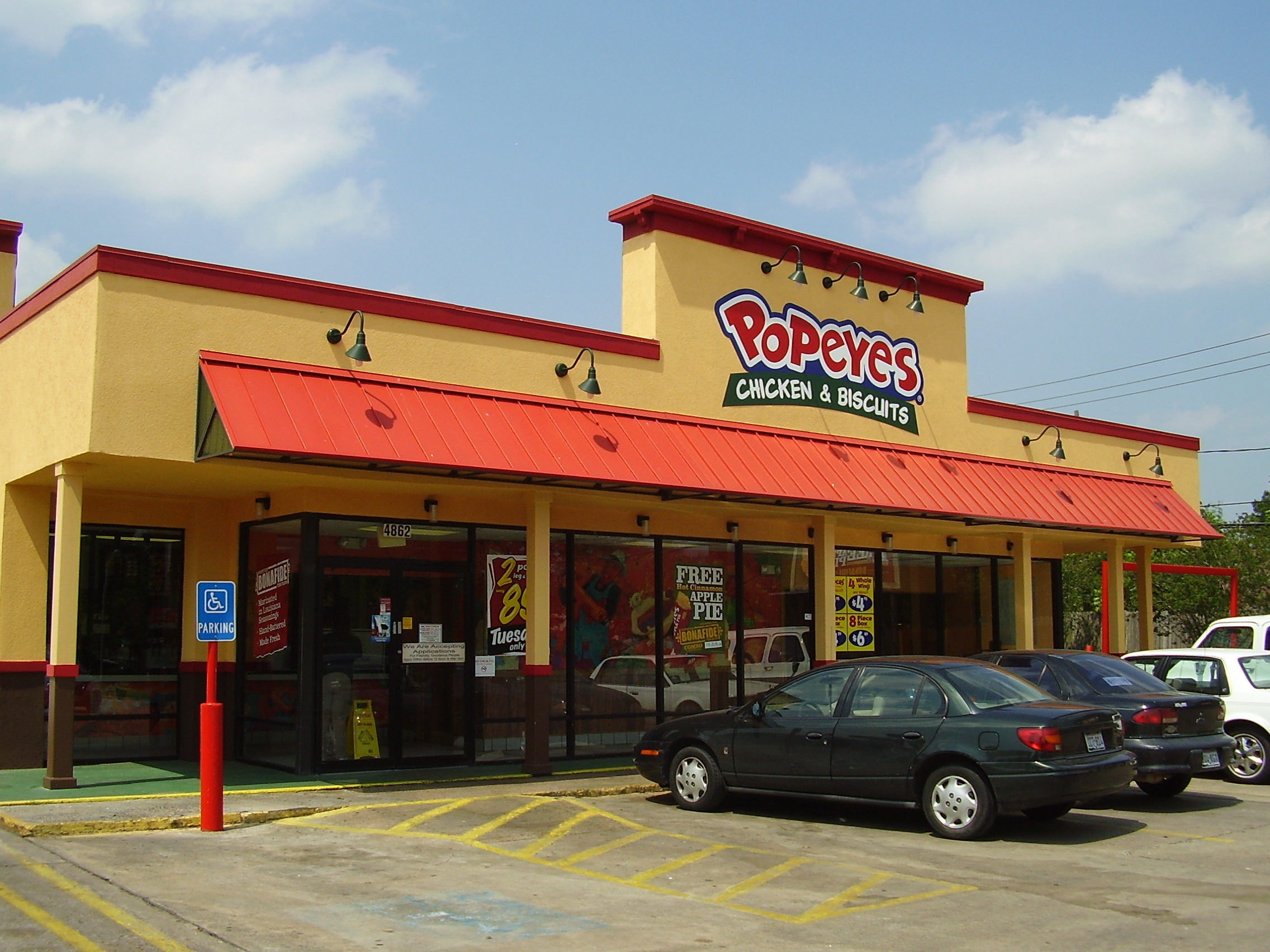
Popeyes

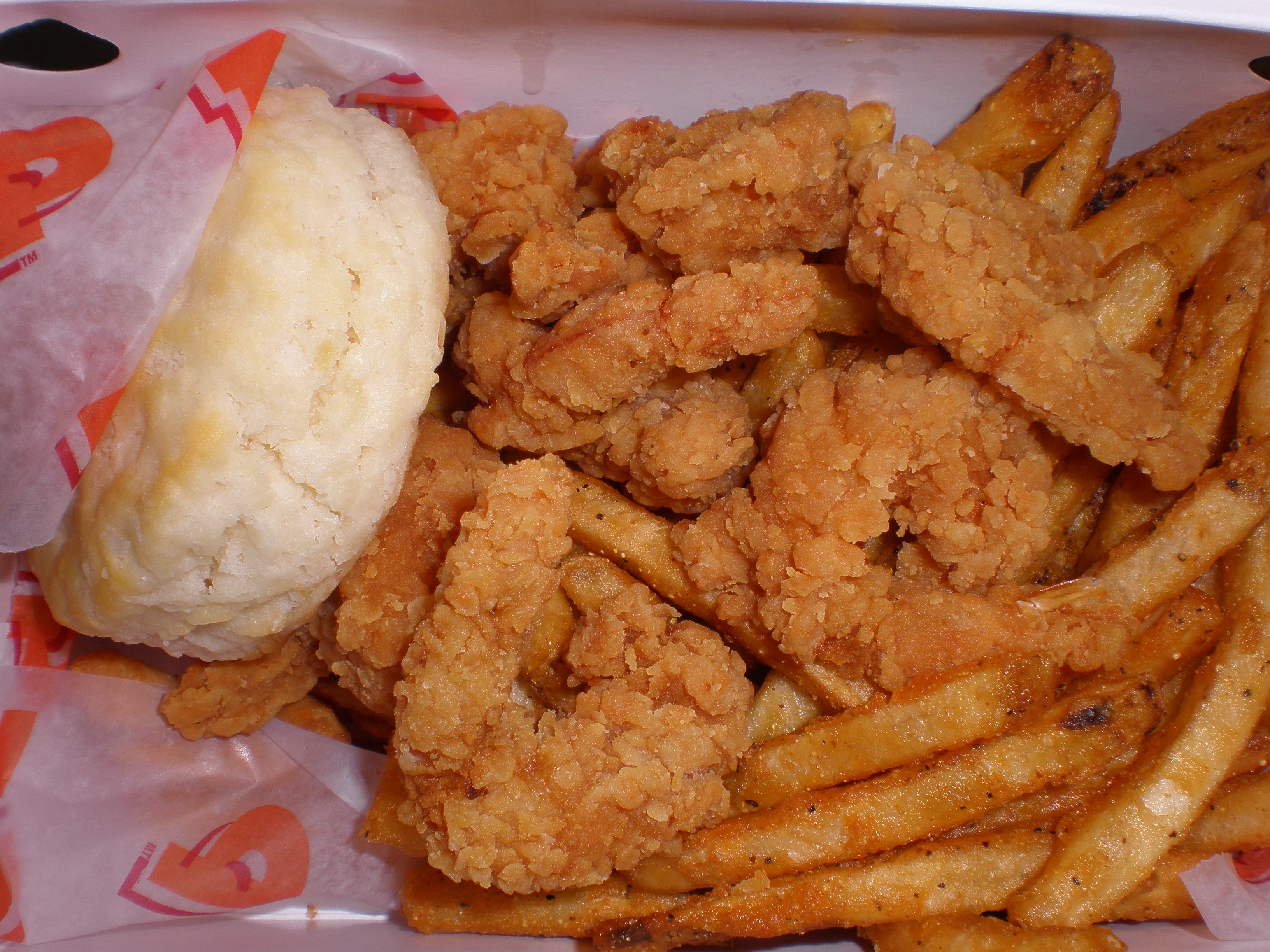
Popeyes

Popeyes Louisiana Kitchen là một chuỗi nhà hàng bán thức ăn nhanh gà rán của Mỹ thành lập năm 1972 tại New Orleans, Louisiana. Thường được gọi là Popeyes và đôi khi như Popeyes Chicken & Biscuits hoặc Popeyes Chicken & Seafood  nó đã được mua lại bởi công ty đóng ở bang Sandy Springs, Georgia AFC Enterprises, tên ban đầu là Chicken Favorite Company vào năm 1993. Theo một thông cáo báo chí công ty ngày 29 tháng sáu 2007, Popeyes là "hãng có chuỗi nhà hàng phục vụ nhanh món thịt gà lớn thứ hai tính theo số đơn vị, với hơn 1.800 nhà hàng tại hơn 40 tiểu bang và đặc khu Columbia, Puerto Rico, và hơn 22 quốc gia trên toàn thế giới bao gồm cả: Thổ Nhĩ Kỳ, Bắc Síp, Bahrain, Trung Quốc, Cộng hòa Gruzia, Hồng Kông, Iraq, Indonesia, Jordan, Malaysia, Ả Rập Xê Út, Hàn Quốc, Singapore, Canada, Jamaica, Guyana, Suriname, México, Trinidad, Honduras, Việt Nam. Khoảng ba mươi đơn vị thuộc sở hữu công ty, phần còn lại là nhượng quyền thương mại. Tính đến tháng 1 năm 2014, Popeyes có hơn 2.000 nhà hàng trên toàn thế giới theo trang web của công ty.
Theo thỏa thuận đã ký, đến năm 2029 mỗi năm Popeyes phải trả 3,1 triệu USD tiền bản quyền công thức chế biến gà rán cho tập đoàn sản xuất thực phẩm Diversified Foods and Seasonings (DFS) ở Louisiana do nhà sáng lập Popeyes Al Copeland thành lập năm 1984